# 1220 Crocus
1220 Crocus (1932 CU) là một tiểu hành tinh vành đai chính được phát hiện ngày 11 tháng 2 năm 1932 bởi Reinmuth, K. ở Heidelberg.